# La filla perduda
La filla perduda o La filla obscura (originalment en anglès, The Lost Daughter) és una pel·lícula dramàtica de 2021 escrita i dirigida per Maggie Gyllenhaal i basada en la novel·la La filla fosca de l'escriptora italiana que utilitza el pseudònim d'Elena Ferrante. És protagonitzada per Olivia Colman, Jessie Buckley, Dakota Johnson, Peter Sarsgaard, Oliver Jackson-Cohen, Paul Mescal i Ed Harris. S'ha doblat al valencià per a À Punt amb el nom de La filla perduda; i s'ha subtitulat al català central amb el títol de La filla obscura.
Es va estrenar a la 78a Mostra Internacional de Cinema de Venècia el 3 de setembre de 2021, on Gyllenhaal va guanyar el premi Osella al Millor guió.Als cinemes es va estrenar el 17 de desembre de 2021.
La pel·lícula va rebre elogis de la crítica i tres nominacions als Premis Oscar de 2021: Millor actriu per a Colman, Millor actriu de repartiment per a Buckley i Millor guió adaptat.

## Argument
Leda (Olivia Colman), una professora universitària, de mitjana edat divorciada, de vacances a Grècia coneixerà la Nina (Dakota Johnson) i la seva filla a la platja. Aquesta imatge li portarà records de la seva joventut i de les difícils decisions que va haver de prendre a causa de la maternitat.

## Repartiment
- Olivia Colman com a Leda
- Dakota Johnson com a Nina
- Jessie Buckley com a Leda de jove
- Peter Sarsgaard com a professor Hardy
- Ed Harris com a Lyle
- Paul Mescal com a Will
- Dagmara Domińczyk com a Callie
- Robyn Elwell com a Bianca
- Jack Farthing com a Joe
- Oliver Jackson-Cohen com a Toni
- Panos Koronis com a Vassili
- Alexandros Mylonas com a professor Cole

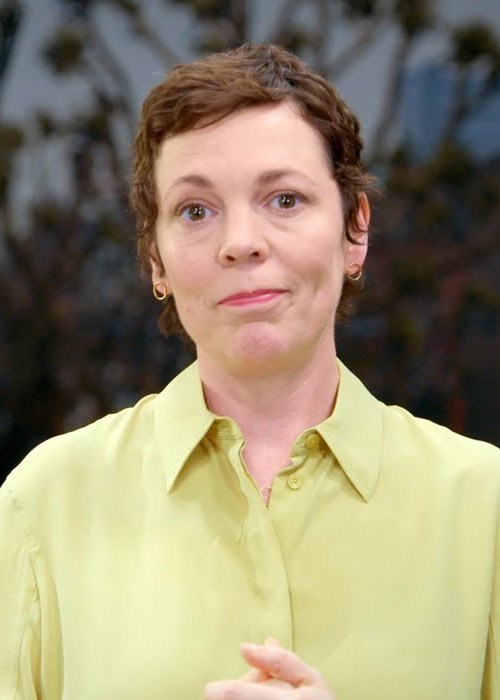
Olivia Colman
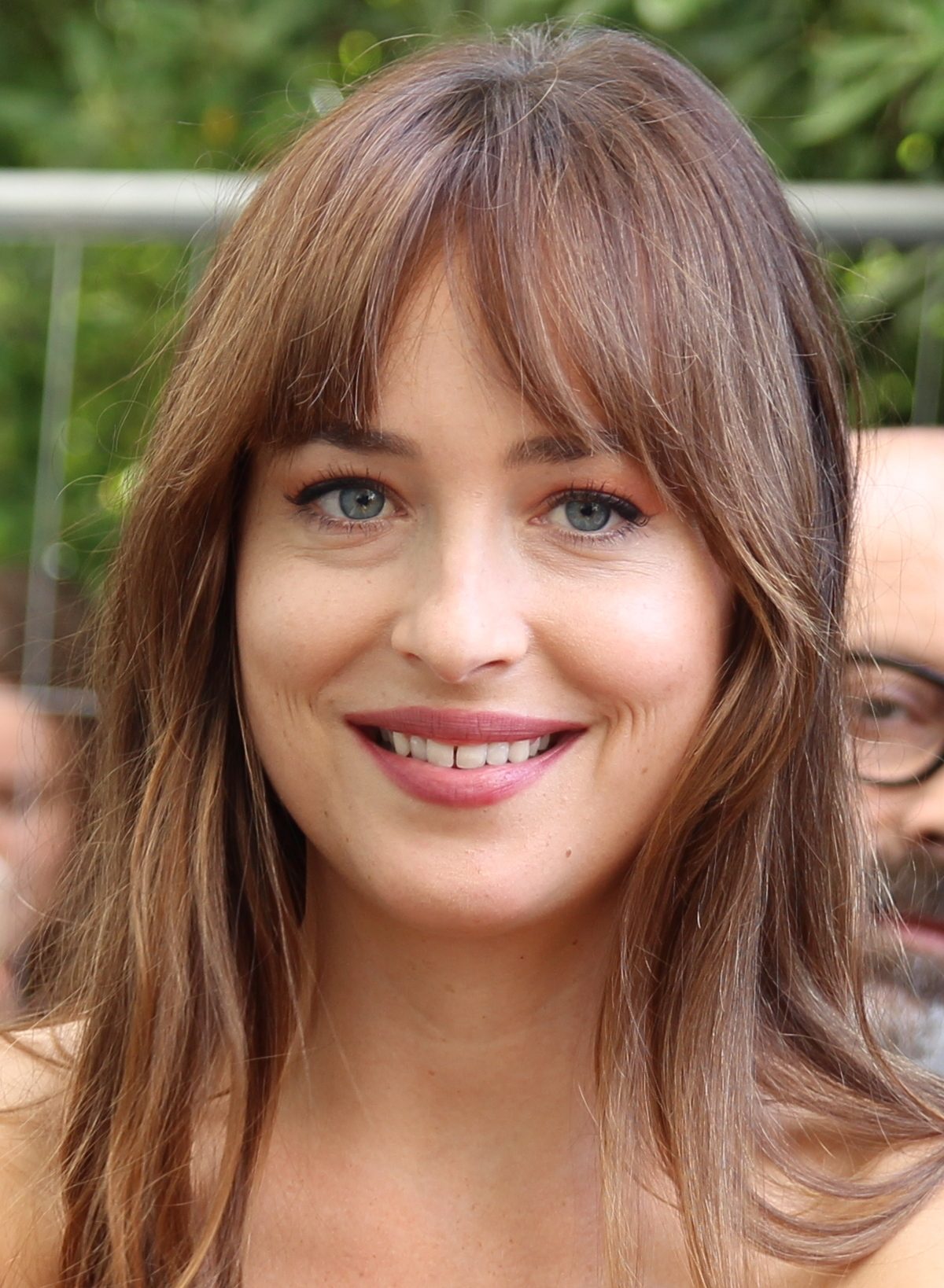
Dakota Johnson
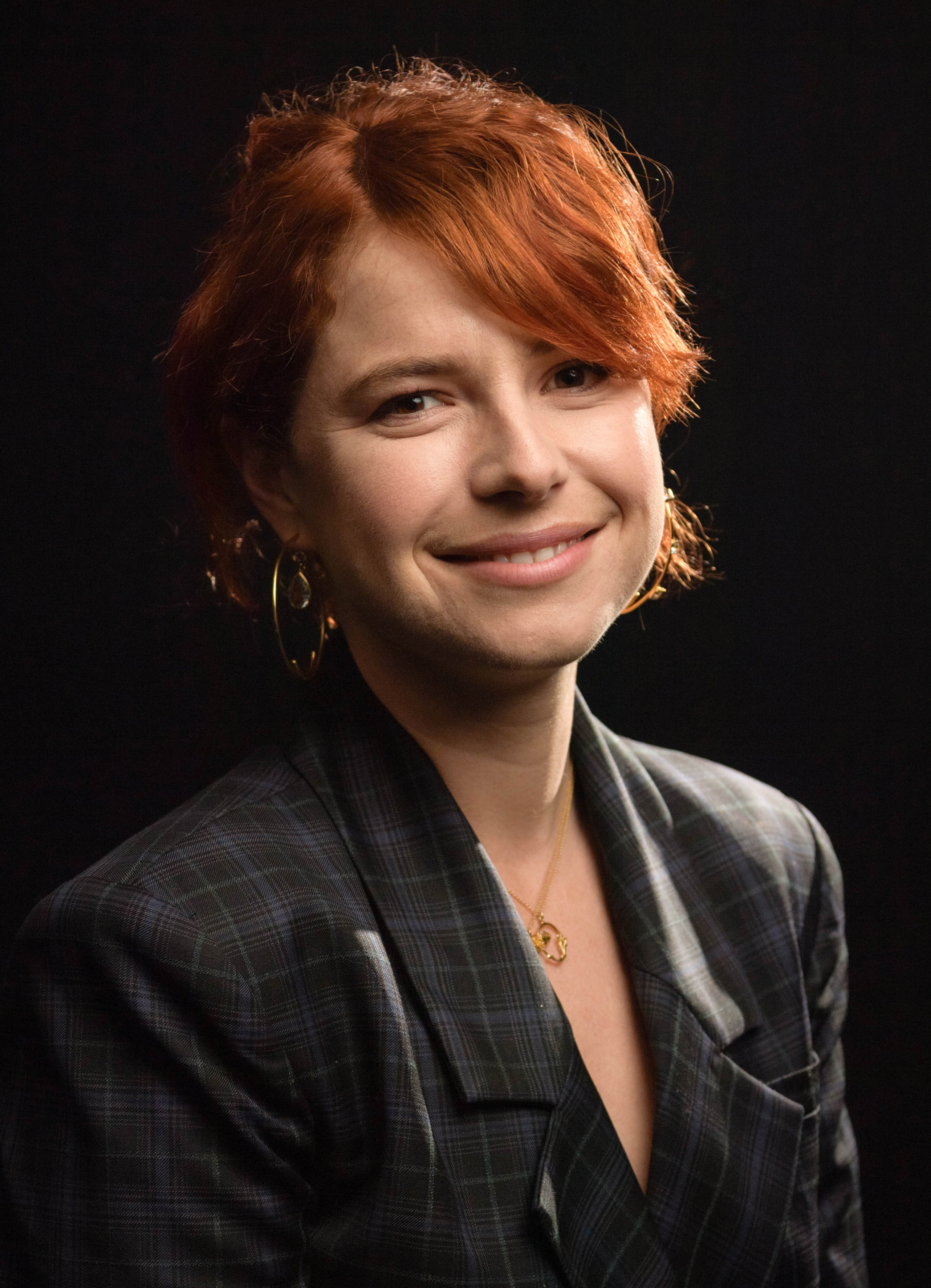
Jessie Buckley
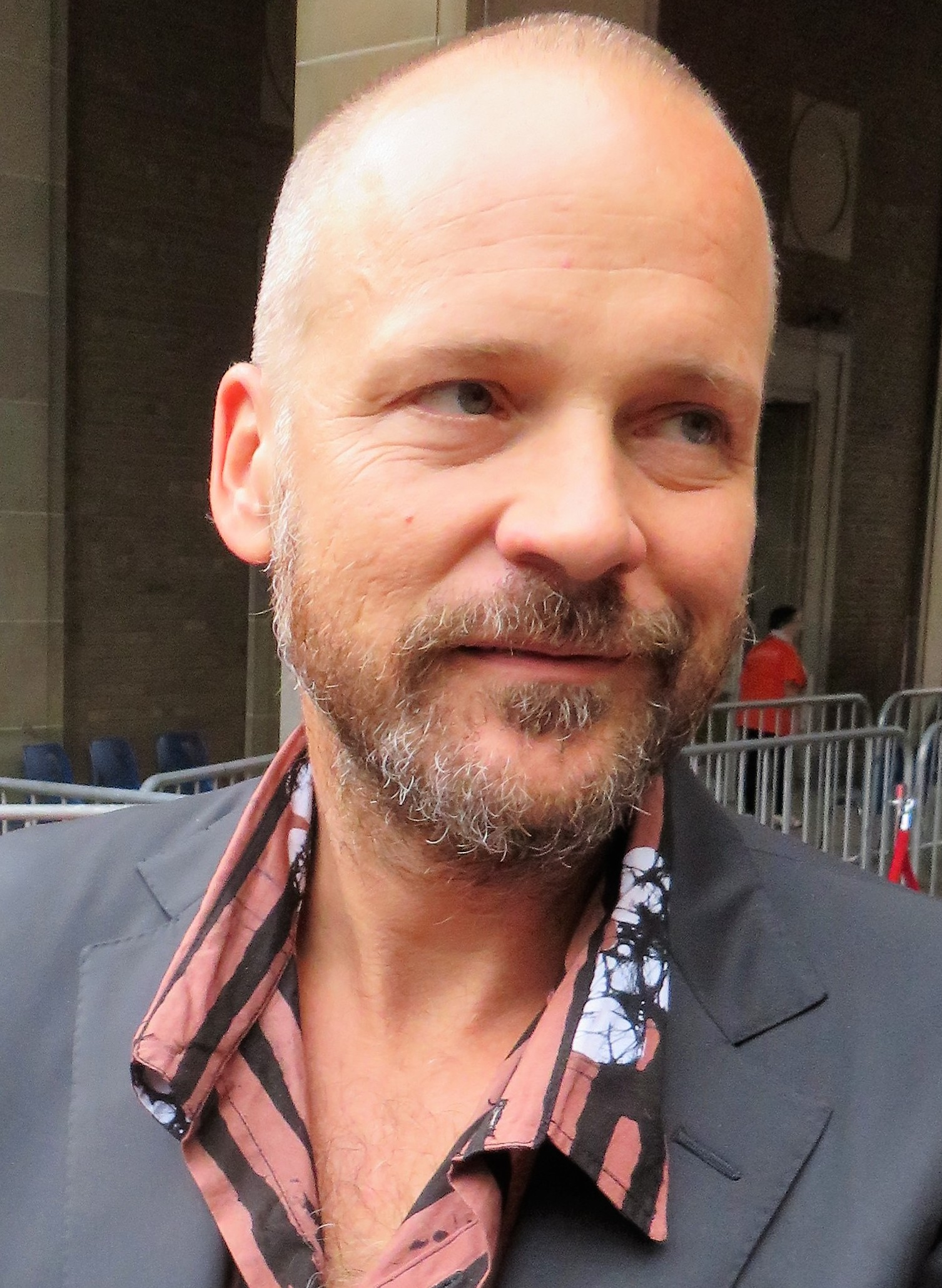
Peter Sarsgaard

## Al voltant de la pel·lícula
El debut amb La filla obscura com a directora i guionista de cinema de l'actriu estatunideca Maggie Gyllenhaal (nominada per la seva actuació a Crazy Heart del 2009) ha estat reconegut obtenint diversos premis i nominacions entre els que hi ha les tres nominacions als Òscars, entre els que hi ha el de millor guió adaptat, actriu i actriu de repartiment i nominacions als britànics Bafta com a millor guió i actriu secundària.
La pel·lícula està produïda per Gyllenhaal, Talia Kleinhendler i Osnat Handelsman-Keren, a través de la seva pròpia companyia, Pie Films, al costat de Charlie Dorfman.
En la seva adaptació Gyllenhaal va retocar certs elements, traslladant la història original de la novel·la napolitana a Grècia.Rodat el setembre del 2020, l'equip de producció de La filla obscura es va veure obligat a fer canvis significatius a la seva estratègia de rodatge a causa de les restriccions de producció provocades per la pandèmia de coronavirus. L'únic lloc de rodatge va ser l'illa grega de Spetses, situada a la península Àtica de Grècia.

## Recepció

### Crítica
A l'agregador en línia de ressenyes de pel·lícules Rotten Tomatoes, la pel·lícula obté una valoració positiva del 95% dels crítics sobre un total de 222 revisions, amb una valoració mitjana de 7,9/10.
Segons Metacritic, la pel·lícula obté igualment una bona acollida amb una qualificació de 86/100 a partir de les opinions de 51 crítics, amb 48 valoracions positives i 3 combinades. Els usuaris la valoren amb una puntuació de 6,1/10.
El crític Caryn James, a BBC Culture, considera que en la seva primera pel·lícula com a guionista i directora, Maggie Gyllenhaal adapta la ficció d'Elena Ferrante "amb una veritable visió d'artista". Gyllenhaal entén completament l'atractiu que hi ha darrere del culte a Ferrante, per la seva part Olivia Colman, aporta una presència vibrant i tots els seus poders de subtilesa al paper de Leda.